# Trichopteromyia modesta
Trichopteromyia modesta är en tvåvingeart som beskrevs av Samuel Wendell Williston  1896. Trichopteromyia modesta ingår i släktet Trichopteromyia och familjen gallmyggor. Inga underarter finns listade i Catalogue of Life.